# 金国正墓
金国正墓，位于宁夏回族自治区吴忠市同心县豫海镇南回族公墓，是中华人民共和国宁夏回族自治区文物保护单位之一。
2010年12月6日，授予宁夏回族自治区文物保护单位，是一座古墓葬。